# Glypta ontariana
Glypta ontariana là một loài tò vò trong họ Ichneumonidae.